# Vroege bloedbij
De vroege bloedbij of grove neusbloedbij (Sphecodes rubicundus) is een vliesvleugelig insect uit de familie Halictidae. De wetenschappelijke naam van de soort is voor het eerst geldig gepubliceerd in 1875 door Hagens.